# Синицький Зосима Петрович
Зосима Петро́вич Сини́цький (30 квітня 1904 — 14 грудня 1994) — радянський важкоатлет і тренер з легкої атлетики. Заслужений майстер спорту СРСР, заслужений тренер СРСР. Спортивний журналіст. Жертва сталінського терору.

## Біографія

Могила Зосими і Зої Синицьких
2012

Народився 30 квітня 1904 року у місті Гомель Гомельського повіту Могильовської губернії Російської імперії.
Закінчив Державний центральний інститут фізичної культури у Москві.
Бронзовий призер чемпіонатів СРСР. У 1925 році — в напівважкій вазі, у 1927 році — у важкій вазі.
У 1926 році — став чемпіоном СРСР з важкої атлетики в напівважкій вазі.
Із 1934 по 1937 рік — завідував кафедрою легкої атлетики у Харківському інституті фізичної культури.
У 1937 році — репресований сталінським режимом, ув'язнений як «ворог народу», в тому числі за свою журналістську діяльність у харківському часописі «Динамо».
У 1945 році — отримав звання Заслужений майстер спорту СРСР.
У 1947 році — звільнений. За клопотанням своєї дружини, Зої Синицької, багаторазової чемпіонки з легкої атлетики, призерки міжнародних та всеукраїнських змагань.
Із 1947 по 1972 рік — завідував кафедрою легкої атлетики Київського інституту фізкультури.
Під безпосереднім керівництвом Синицького — тренувався Олімпійський чемпіон Віктор Цибуленко.
У 1952 році — видав книгу «Легкоатлетические метания».
У 1956 році — книгу «Тренировка легкоатлетов зимой на открытом воздухе». Цього ж року — отримав звання Заслужений тренер СРСР.
Із 1957 по 1980 рік — активно співпрацював з часописом «Фізкультура і спорт» (у липні 1965 року журнал перейменований на «Старт»), вів рубрику «Наш клуб здоров'я. В союзі з ГПО».
У 1957 році — нагороджений орденом Трудового Червоного Прапора.
У 1960 році — орденом «Знак Пошани».
Редактор книги «Специальные упражнения легкоатлетов», яка вийшла у 1962 році.
У 1978 році — видав книгу «Лёгкая атлетика».
Помер 14 грудня 1994 року у Києві. Похований на Байковому кладовищі (ділянка № 49а, 50°25′2.10″ пн. ш. 30°30′4.70″ сх. д. / 50.4172500° пн. ш. 30.5013056° сх. д.). Поруч з ним у 1996 році була похована його дружина, Зоя Синицька.